# Die Mensch-Maschine
Die Mensch-Maschine är ett musikalbum av gruppen Kraftwerk, utgivet 1978, kanske mer känt under den engelska titeln The Man-Machine. Uttrycket "The Man-Machine" började dock Kraftwerk att använda sig av redan 1975. Det verkar som om detta uttryck, enligt Ralf Hütter, är själva essensen av bandet. Den perfekta harmonin mellan människa och maskin. 
| ”             | Sometimes we play the machines and sometimes the machines play us. | „ |
| – Ralf Hütter |                                                                    |   |

Uttrycket kan vara hämtat från pamfletten L'homme machine, skriven av läkaren Julien Offray de La Mettrie, som kom ut 1748.  
Albumet The Man-Machine är mindre experimentellt och mer dansvänligt än tidigare verk från gruppen. Här finns "Das Modell" som är en av gruppens mest kända låtar och som blev en stor försäljningssuccé kring 1981 i Storbritannien.
The Man Machine finns med i boken 1001 Albums You Must Hear Before You Die.

## Låtförteckning

### Tysk utgåva
- Die Roboter (Hütter/Schneider/Bartos) – 6:14
- Spacelab (Hütter/Bartos) – 6:02
- Metropolis (Hütter/Schneider/Bartos) – 6:03
- Das Modell (Hütter/Bartos/Schult) – 3:43
- Neonlicht (Hütter/Schneider/Bartos) – 9:00
- Die Mensch-Maschine (Hütter/Bartos) – 5:26

### Engelsk utgåva
- The Robots (Hütter/Schneider/Bartos) – 6:12
- Spacelab (Hütter/Bartos) – 5:55
- Metropolis (Hütter/Schneider/Bartos) – 6:02
- The Model (Hütter/Schneider/Bartos) – 3:42
- Neon Lights (Bartos/Hütter/Schneider/) – 8:55
- The Man-Machine (Hütter/Bartos) – 5:28

## Medverkande
- Ralf Hütter – elektronik, sång
- Florian Schneider – elektronik, sång
- Karl Bartos – elektroniska trummor
- Wolfgang Flür – elektroniska trummor
- Leanard Jackson – ljudtekniker
- Joschko Rudas – ljudtekniker
- Karl Klefisch – grafisk design
- Günther Fröhling – fotograf